# Student Space Exploration and Technology Initiative
Student Space Exploration and Technology Initiative (SSETI) wurde im Jahr 2000 durch das ESA Educational Office mit dem Ziel gegründet, europäischen Studierenden zu ermöglichen, Satelliten zu bauen und ihr Interesse an der Raumfahrt zu steigern.

## Teilnehmer
Zurzeit nehmen etwa 400 Studenten in über 35 Teams von über 23 Universitäten aus über 14 Nationen an SSETI-Projekten teil.

## Missionen
- SSETI Express
- European Student Earth Orbiter (ESEO)
- European Student Moon Orbiter (ESMO)